# Operculina (protista)
Operculina es un género de foraminífero bentónico de la Familia Nummulitidae, de la Superfamilia Nummulitoidea, del Suborden Rotaliina y del Orden Rotaliida. Su especie-tipo es Lenticulites complanatus. Su rango cronoestratigráfico abarca desde el Thanetiense (Paleoceno superior) hasta la Actualidad.

## Clasificación
Se han descrito numerosas especies de Operculina. Entre las especies más interesantes o más conocidas destacan:
- Operculina ammonoides
- Operculina bartschi
- Operculina complanatus
- Operculina cookei
- Operculina discoidalis
- Operculina elegans
- Operculina gaimardi
- Operculina granulosa
- Operculina heterosteginoides
- Operculina javana
- Operculina ocalana
- Operculina philippinensis
- Operculina vaughani

Un listado completo de las especies descritas en el género Operculina puede verse en el siguiente anexo.